# Выборы мэра Челябинска (2005)
Выборы мэра Челябинска — очередные выборы мэра Челябинска  проводившиеся 20 марта 2005 года. Эти выборы считаются одними из самых грязных в России. На них было зафиксировано множество нарушений. На выборах победил Михаил Юревич.

## Кандидаты
Чтобы быть зарегистрированным, нужно было заплатить залог в 750 000 рублей или выдвинуться от партии.
Выборы запомнились одним большим курьёзом: 4 Тарасова хотели выдвинуться в мэры Челябинска. Это бы вызвало путаницу, и каждый кандидат оттянул бы у мэра Тарасова по 2-3 %. Потом один Тарасов не стал участвовать, а у двоих отменили регистрацию.
Выдвинутые кандидатуры:
| Имя кандидата                  | Место работы и должность                                                                   | Сведения о регистрации | Сведения о выбытии |
| ------------------------------ | ------------------------------------------------------------------------------------------ | ---------------------- | ------------------ |
| Тарасов, Вячеслав Михайлович   | Администрация города Челябинска, глава города                                              | Залог                  |                    |
| Усанов, Иван Иванович          | Пенсионер                                                                                  |                        |                    |
| Котельников, Михаил Сергеевич  | Федеральное государственное унитарное предприятие «СИГНАЛ», главный конструктор            | Партия «ЛДПР»          |                    |
| Голиков, Олег Александрович    | ООО «Капитал», директор                                                                    | Залог                  |                    |
| Юревич, Михаил Валериевич      | Государственная Дума Федерального Собрания Российской Федерации четвёртого созыва, депутат | Залог                  |                    |
| Тарасов, Вячеслав Михайлович   | Пенсионер                                                                                  | Залог                  | Отмена регистрации |
| Сумин, Александр Васильевич    | Временно неработающий                                                                      |                        |                    |
| Тарасов, Александр Геннадьевич | Временно неработающий                                                                      | Залог                  | Отмена регистрации |
| Середонин, Василий Васильевич  | ОАО КХП им. Григоровича, Специалист по рекламе                                             |                        |                    |

В итоге 4 кандидата боролись за кресло мэра:
- Тарасов, Вячеслав Михайлович
- Юревич, Михаил Валериевич
- Котельников, Михаил Сергеевич
- Голиков, Олег Александрович

## Опросы
По данным опроса, проведённого в конце февраля — начале марта за Вячеслава Тарасова проголосовали бы 32,5 % граждан, за Михаила Юревича 27,9 %.
По результатам исследования, проведёнными специалистами Лаборатории прикладной политологии Челябинского филиала Уральской академии госслужбы, Тарасов лидировал с результатом 35,7 %, Юревич получил 22,3 %.

## День голосования
Все избирательные участки были открыты в 8 часов утра. На 10 часов утра проголосовало 3,5 % граждан. На это время больше всего граждан проголосовало в Металлургическом, меньше всего в Калининском. К 13 часам проголосовало 15 % граждан. Больше всего проголосовало избирателей на тот момент в Центральном районе (16,64 %), Курчатовском (15,8 %), неактивным был Калининский район (11,4 %). К 18 часам проголосовало 36 % граждан. Избирательные участки были закрыты в 21 час, на тот момент проголосовало чуть больше 40 процентов избирателей. Самым активным оказался Центральный район, там проголосовало чуть больше 50 процентов избирателей. Явка составила 42,66 %.
На выборах было зафиксировано много нарушений. Эти выборы стали одними из самых грязных в 2005 году. Партнёрство «В защиту избирателей „Голос“» подало в суд, чтобы отменить итоги выборов.

## Итоги
Окончательные итоги были опубликованы утром 21 марта. Результат:
| Кандидат                     | Итог    |
| ---------------------------- | ------- |
| Юревич Михаил Валериевич     | 45,19 % |
| Тарасов Вячеслав Михайлович  | 36,62 % |
| Голиков Олег Александрович   | 2,99 %  |
| Котельников Михаил Сергеевич | 1,99 %  |
| Против всех кандидатов       | 10,64 % |
| Недействительны              | 2,57 %  |

По мнению наблюдателей из других городов, результаты должны были быть такими, несмотря на то, что рейтинг Тарасова был выше Юревича. В последние годы Тарасов вёл себя неподобающе. В то время, в городе был политический и административный застой. Челябинск нуждался в позитивных переменах. Из-за этого люди, которые не планировали идти на выборы, специально пошли и проголосовали за Юревича. Тогда появилась крылатая фраза: «Челябинск выбрал перемены».
Также Тарасова погубила излишняя агрессивность. На рекламных щитах была реклама: голова Тарасова рядом с головами Лужкова и Сумина. Хотя сам Лужков даже не знал об этом. Эта реклама вызвала возмущение у Петра Сумина. Через несколько дней реклама была снята.
Подпортила репутацию и фраза команды мэра: «без Тарасова столица Южного Урала превратится в Екатеринбург — город трущоб и бомжей». Это заявление не просто поссорило руководство двух уральских миллионников, но и убедило жителей Челябинска в неадекватности градоначальника.

## Организация выборов[11]
Организация выборов мэра была плохой. Было зарегистрировано много нарушений. Мошенники часто использовали схему «карусель»: человеку перед входом дают бюллетень уже с отмеченным человеком, тот регистрируется и бросает этот бюллетень, а новую отдаёт мошенникам. Также был подвоз избирателей на участки, подкупы, незаконная агитация. Было обнаружено, что неотмеченными были люди, проголосовавшие досрочно. Родственники могли проголосовать несколько раз.

## Происшествия
- На избирательном участке № 657 умер избиратель. Причиной стал сердечный приступ[14].